# Кэтрин Кульман
Кэтрин Кульман (англ. Kathryn Kuhlman; 9 мая 1907, Конкордия, США — 20 февраля 1976, Талса, США) — американская женщина-евангелист, проповедник и служитель, получившая известность своими многотысячными служениями исцеления в 1940—1970-х годах.
Историки выделяют Кэтрин Кульман в качестве одной из главных фигур в истории "движения исцеления" (это религиозное движение, начавшееся в середине XX века в пятидесятнических церквях, породившее харизматическое движение).

## Биография
Кэтрин родилась 9 мая 1907 года в городе Конкордия (штат Миссури, США) в семье немецкого бизнесмена Джозефа Кульмана, баптиста по вероисповеданию. С детства Кэтрин посещала методистскую церковь со своей матерью Эммой Кульман. По её словам, в возрасте 14 лет она «родилась свыше» (в традиционном понимании евангельских христиан), ставшее для неё поворотным событием жизни.
В 1924 году Кэтрин присоединилась к своей старшей сестре Миртл и её мужу, чтобы отправиться с ними в путешествующее миссионерское служение. Они вместе проводили палаточные евангелизации в США на протяжении пяти лет, после чего Кэтрин продолжила проповедовать сначала в небольшом плавательном бассейне, превращённом в миссию, а затем — в заброшенном здании оперы. Периодически выезжала в различные города и церкви в других штатах. С началом великой депрессии в 1933 году она переехала в Денвер (штат Колорадо), где постепенно увеличивала число посещавших её службы, так что со временем понадобилось снятие помещения на 2000 мест. Службы в новом здании проходили ежедневно, вскоре её «центр пробуждения» преобразовался в организованную церковь, которая не принадлежала какой-либо деноминации. Была открыта воскресная школа, организовано автобусное сообщение для доставки людей на службы, которые дополнительно проводились также в тюрьмах и детских приютах. Наряду с этим, Кэтрин начала вести радиопрограмму под названием «Улыбайтесь всегда!».
В 1935 году Кэтрин вышла замуж за Берроу А. Уолтрипа и на 8 лет отошла от активного проповедования. В 1946 году Кэтрин Кульман вернулась в поле зрения общественности, возобновив свои разъездные служения и радиотрансляции.
С 1947 года начались заявленные Кульман служения с «чудесами исцелений». В своей книге "I Believe In Miracles" она описала, что после того, как она начала серию лекций о Святом Духе и на втором уроке одна из посещавших уроки женщин заявила, что была сверхъестественным образом «исцелена» от опухоли в своём теле прямо во время проповеди, что, якобы, получило подтверждение у врачей. По словам Кэтрин Кульман, это был первый случай в её служении, когда кто-либо свидетельствовал о физическом исцелении. На следующее воскресенье о «чуде восстановления зрения» обоих глаз заявил ветеран Первой мировой войны, признанный полностью слепым вследствие производственной травмы. Заявления об исцелениях стали отличительной чертой мероприятий Кэтрин Кульман, количество посетителей её служб стало расти. В результате, скоро Кэтрин перебралась в старый зал для катания на роликовых коньках на 1000 мест, который был назван «Храмом веры», немногим спустя она переехала и обосновалась в концертном зале Карнеги-холл на 3000 мест.
В 1948 году Кульман начала новую радиопередачу "От сердца к сердцу", которая стала одной из самых популярных религиозных передач 20 в. Всего было записано около 4 тыс. выпусков. 
Начиная с 1965 она записала более 500 общенациональных телевизионных программ «I Believe In Miracles» на CBS, в которых принимали участие люди, исцеленные через ее служение. 
В 1950 году Кульман переехала в Питтсбург, где провела всю оставшуюся жизнь.  В последние десять лет жизни она, наряду со службами в Питтсбурге, она также выступала в Лос-Анджелесе, на стадионах в разных странах мира и на международных встречах.
Кэтрин Кульман скончалась 20 февраля 1976 года.
Когда Кэтрин была жива, её фонд «Кэтрин Кульман Фаундейшн» обеспечивал более двадцати церквей на иностранных миссионерских полях, а также финансировал строительство церквей, воскресных школ и разные социальные проекты. Фонд продолжал осуществлять общенациональное радиовещание до 1983 года, в апреле 2017 года организация прекратила существование. Её сторонники верят, что за 30 лет на её евангелизационных собраниях побывало порядка 100 миллионов человек, а «исцеление» пережили порядка 2 миллионов. Примеры исцелений, якобы подтверждённых медиками, опубликованы в её книгах «Нет ничего невозможного с Богом», "God Can Do It Again" а также в книге Джеми Бекингема «Дочь Судьбы» (которая издана под авторством Кэтрин Кульман). Некоторые её сторонники верят, что незадолго перед своей смертью она предсказала «Таллинское пробуждение», которое распространялось в бывшем СССР в 1977—1983 годах.

## Книги
Книги Кэтрин Кульман:
- «Величайшая сила в мире»
- «Восхождение к славе»
- «Исцеляющие слова»
- «От сердца к сердцу»
- «Я верю в чудеса»
- «Нет ничего невозможного с Богом»
- «Никогда не поздно»
- «Сумерки и рассвет»
- «Victory In Jesus»
- «Gifts of the Holy Spirit»
- «The Lord's Healing Touch»
- «In Search of Blessings»
- «Lord, Teach Us to Pray»
- «Great Pilots Are Made in Rough Seas»
- «How Big Is God?»
- «10,000 miles for a miracle»
- «God Can Do It Again»
- «Captain LeVrier believes in miracles»
- «Standing tall»

Книги о Кэтрин Кульман (на русском языке):
- «Дочь судьбы» (Джеми Бэкингем)
- «Кэтрин Кульман: Её духовное наследие и его влияние на мою жизнь» (Бенни Хинн)
- «Доброе утро, Дух Святой» (Бенни Хинн)
- «Кэтрин Кульман: духовная биография чудотворной силы Божьей» (Робертс Лиардон)

## Критика
В основном, Кэтрин Кульман подвергалась резкой критике представителями тех христианских конфессий, где было принято считать, что женщине непозволительно проповедовать. Кроме того, особый удар критики приходился на «исцеляющий» аспект её служб, якобы совершаемые на её собраниях. Противники Кэтрин Кульман обвиняли её в оккультной практике.
В 1967 году доктор Уильям А. Нолен провел исследование случая 23 человек, которые заявили, что были исцелены во время одной из ее служб. Долгосрочные наблюдения Нолена пришли к выводу, что в этих случаях исцеление носило временный характер.
Исследование  Нолена  также подвергалось критике со стороны верующих. Врач Лоуренс Альтхаус, сказала, что Нолен посетила только одно из богослужений Кульман и его наблюдения не охватывают всех, кто заявил о своем исцелении. Автор Крейг Кинер пришел к выводу: «Никто не утверждает, что все были исцелены, но также трудно оспаривать тот факт, что значительные исцеления происходили, по-видимому, в сочетании с молитвой.... доказательства свидетельствуют о том, что некоторые люди были исцелены, даже необычайными способами». Доктор Ричард Оуэллен, сотрудник отдела исследований рака больницы Джонса Хопкинса, который часто посещал богослужения Кульман, свидетельствовал о различных исцелениях, которые, по его словам, он исследовал.